# Филиппина Шарлотта Прусская
Филиппина Шарлотта Прусская (нем. Philippine Charlotte von Preußen; 13 марта 1716, Берлин — 16 февраля 1801, Брауншвейг) — принцесса Прусская, в замужестве — герцогиня Брауншвейг-Вольфенбюттель-Бевернская. Младшая сестра Фридриха II.

## Биография
Филиппина Шарлотта — четвёртый ребёнок в семье короля Пруссии Фридриха Вильгельма I и его супруги Софии Доротеи Ганноверской, дочери короля Великобритании Георга I.
Свадьба Филиппины Шарлотты с принцем Карлом Брауншвейг-Вольфенбюттельским состоялась одновременно со свадьбой брата Фридриха с сестрой жениха Филиппины Шарлотты Елизаветой Кристиной Брауншвейгской, что обеспечило долгосрочный союз наиболее значимых протестантских домов Пруссии и Брауншвейга. Карл I Брауншвейг-Вольфенбюттельский выступил союзником Фридриха Великого в Семилетней войне, а сыновья Филиппины Шарлотты служили в прусской армии.
Филиппина Шарлотта была известна как тонкий и высокообразованный человек. Она подарила вольфенбюттельской библиотеке герцога Августа около четырёх тысяч книг из своего собрания. Похоронена в Брауншвейгском соборе.

## Потомки
2 июля 1733 года Филиппина Шарлотта вышла замуж за Карла I Брауншвейг-Вольфенбюттельского, у них родились:
- Карл II Вильгельм Фердинанд (1735—1806)
- Георг Франц
- София Каролина Мария (1737—1817) —замужем за маркграфом Фридрихом III Бранденбург-Байрейтским
- Кристиан Людвиг
- Анна Амалия (1739—1807) — замужем за Эрнстом Августом Константином Саксен-Веймар-Эйзенахским
- Фридрих Август (1740—1805)
- Альбрехт Генрих (1742—1761)
- Луиза Фридерика
- Вильгельм Адольф (1745—1770) — полковник прусской и генерал русской службы.
- Елизавета Кристина (1746—1840) — первая супруга короля Пруссии Фридриха Вильгельма II
- Фридерика Вильгельмина
- Августа Доротея (1749—1810) — аббатиса Гандерсгеймского монастыря
- Максимилиан Юлиус Леопольд (1752—1785) — генерал прусской армии